# Leerstetten

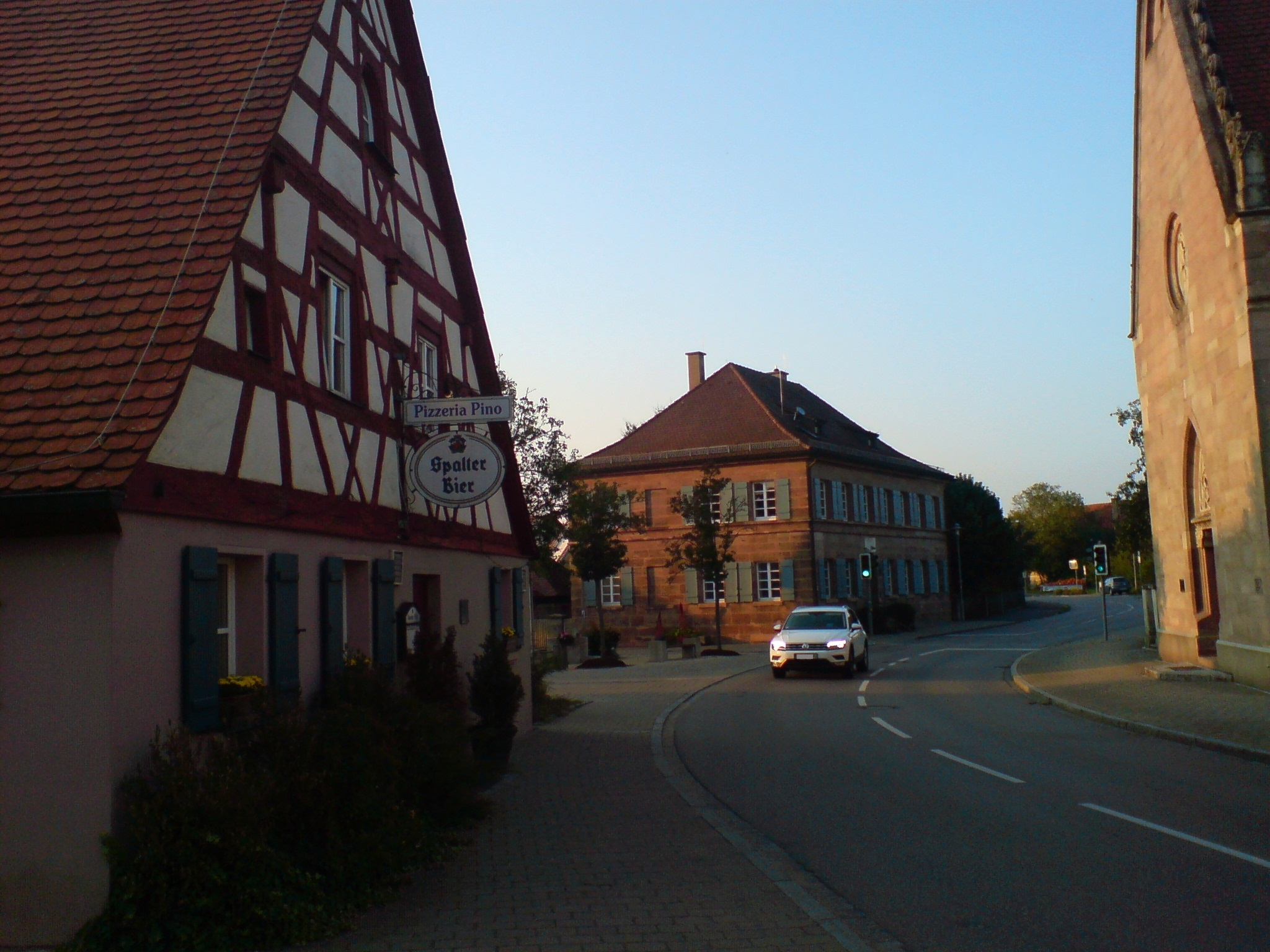
Ortsdurchfahrt Altort in Richtung Norden; links: Wirtshaus, Mitte: historisches Schulhaus, rechts Kirche St. Peter und Paul (2018)

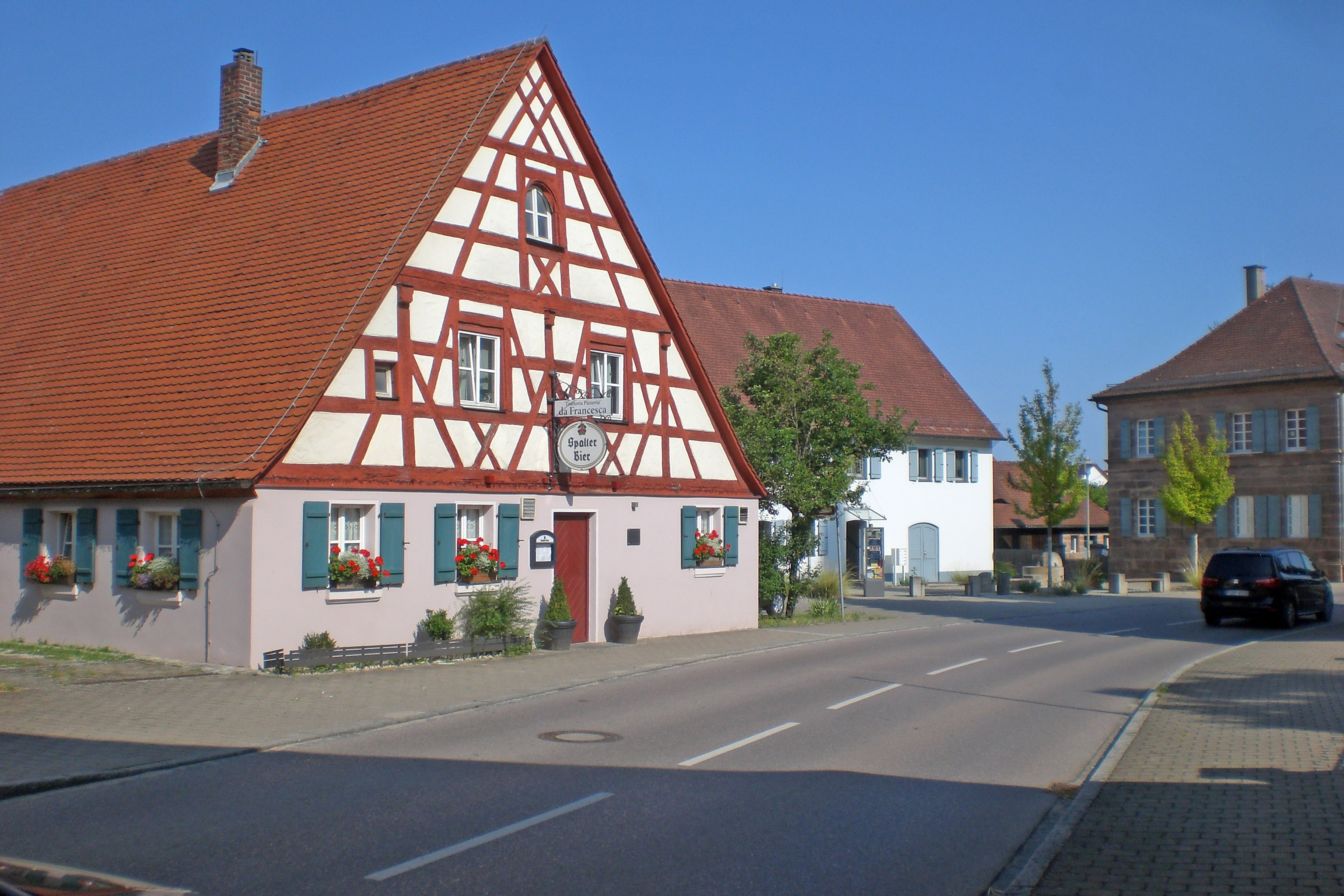
Gasthof (2024)

Leerstetten (fränkisch: Läaschdien) ist ein Gemeindeteil des Marktes Schwanstetten im Landkreis Roth (Mittelfranken, Bayern). Die Gemarkung Leerstetten liegt teils auf dem Gemeindegebiet von Schwanstetten, teils auf dem gemeindefreien Gebiet Soos. Sie hat eine Fläche von 20,740 km² und ist in 3627 Flurstücke aufgeteilt, die eine durchschnittliche Fläche von 5718,27 m² haben. In ihr liegen neben dem namensgebenden Ort die Gemeindeteile Furth, Hagershof, Harm, Holzgut, Mittelhembach und Schwand bei Nürnberg (zum Teil).

## Geographische Lage
Das Pfarrdorf liegt etwa 15 Kilometer südlich von Nürnberg und ist größtenteils von Waldgebieten umgeben. Die Kreisstraße RH 1 führt nach Großschwarzenlohe zur Staatsstraße 2239 (2,5 km nordwestlich) bzw. nach Schwand (2,9 km südlich). Die Kreisstraße RH 2 zweigt von dieser ab und führt nach Penzendorf zur St 2239 (3,8 km westlich).
Die Bayerische Uraufnahme zeigt Leerstetten in den 1810er Jahren als ein Kirchdorf mit 36 Herdstellen und zwei Gottesäckern.

## Geschichte
Der Ort wurde 1194 als „Larenstetten“ erstmals urkundlich erwähnt. Der Ortsname bedeutet Wohnstätte am leeren [Platz, Gestade oder Ufer].
Gegen Ende des 18. Jahrhunderts gab es in Leerstetten 29 Anwesen. Das Hochgericht sowie die Dorf- und Gemeindeherrschaft übte das brandenburg-ansbachische Richteramt Schwand aus. Grundherren waren das Richteramt Schwand (3 Ganzhöfe, 3 Halbhöfe, 5 Gütlein, 1 Gütlein mit Tafernwirtschaft, 1 Gütlein mit Gastwirtschaft, 2 Leerhäuser; mittelbar die Kirche Schwand: 1 Gütlein), das Kastenamt Roth (4 Halbhöfe, 4 Köblergüter, 1 Gütlein, 1 Gütlein mit Gastwirtschaft, 2 Leerhäuser) und der Nürnberger Eigenherr von Neu (1 Halbhof). Außerdem gab es eine Pfarrkirche, ein Pfarrhof, eine Schule, eine Schmiede, ein Hirtenhaus, ein Schäferhaus. Es gab 26 Untertansfamilien, von denen 24 ansbachisch waren.
Von 1797 bis 1808 unterstand Leerstetten dem Justiz- und Kammeramt Schwabach. 1806 kam der Ort an das Königreich Bayern. Mit dem Gemeindeedikt wurde 1808 der Steuerdistrikt Leerstetten gebildet. Zu diesem gehörten Furth, Hagershof, Harm, Holzgut und Mittelhembach. 1818 entstand die Ruralgemeinde Leerstetten, die mit dem Steuerdistrikt deckungsgleich war. Sie war in Verwaltung und Gerichtsbarkeit dem Landgericht Schwabach zugeordnet und in der Finanzverwaltung dem Rentamt Schwabach (1919 in Finanzamt Schwabach umbenannt). Ab 1862 gehörte Leerstetten zum Bezirksamt Schwabach (1939 in Landkreis Schwabach umbenannt). Die Gerichtsbarkeit blieb beim Landgericht Schwabach (1879 in Amtsgericht Schwabach umbenannt). Die Gemeinde hatte eine Gebietsfläche von 16,757 km².
Seit der Auflösung des Landkreises Schwabachs im Jahr 1972 gehört sie zum Landkreis Roth. Am 1. Mai 1978 wurden Leerstetten und die Nachbargemeinde Schwand im Zuge der Gebietsreform in Bayern zum Markt Schwanstetten zusammengefasst.

### Baudenkmäler
Es gibt in Leerstetten 10 Baudenkmäler:
- Evangelisch-lutherische Kirche St. Peter und Paul
- Further Straße 1: Pfarrhaus
- Hauptstraße 2 und 6: Bauernhäuser
- Hauptstraße 4: Schulhaus
- Hauptstraße 16: Gasthaus
- Hauptstraße 34: Türgewände
- Steinkreuz
- Friedhof
- Kriegerdenkmal

### Einwohnerentwicklung
Gemeinde Leerstetten
| Jahr      | 1818   | 1840   | 1852   | 1855   | 1861   | 1867   | 1871   | 1875   | 1880   | 1885   | 1890   | 1895   | 1900   | 1905   | 1910   | 1919   | 1925   | 1933   | 1939   | 1946   | 1950   | 1952   | 1961   | 1970   |
| Einwohner | 447    | 470    | 520    | 520    | 518    | 509    | 485    | 484    | 484    | 469    | 424    | 457    | 425    | 449    | 477    | 458    | 462    | 454    | 433    | 665    | 643    | 610    | 635    | 1912   |
| Häuser    | 79     | 91     |        |        |        |        | 87     |        |        | 92     | 93     |        | 104    |        |        |        | 91     |        |        |        | 102    |        | 125    |        |
| Quelle    | [ 18 ] | [ 19 ] | [ 20 ] | [ 20 ] | [ 21 ] | [ 22 ] | [ 23 ] | [ 24 ] | [ 25 ] | [ 26 ] | [ 27 ] | [ 20 ] | [ 28 ] | [ 20 ] | [ 29 ] | [ 20 ] | [ 30 ] | [ 20 ] | [ 20 ] | [ 20 ] | [ 31 ] | [ 20 ] | [ 13 ] | [ 32 ] |

Ort Leerstetten
| Jahr      | 001818 | 001840 | 001861 | 001871 | 001885 | 001900 | 001925 | 001950 | 001961 | 001970 | 001987 |
| Einwohner | 250    | 286    | 303    | 298    | 281    | 279    | 299    | 413    | 447    | 1714   | 3136   |
| Häuser    | 41     | 56     |        |        | 55     | 67     | 59     | 68     | 90     |        | 928    |
| Quelle    | [ 18 ] | [ 19 ] | [ 21 ] | [ 23 ] | [ 26 ] | [ 28 ] | [ 30 ] | [ 31 ] | [ 13 ] | [ 32 ] | [ 33 ] |

## Religion

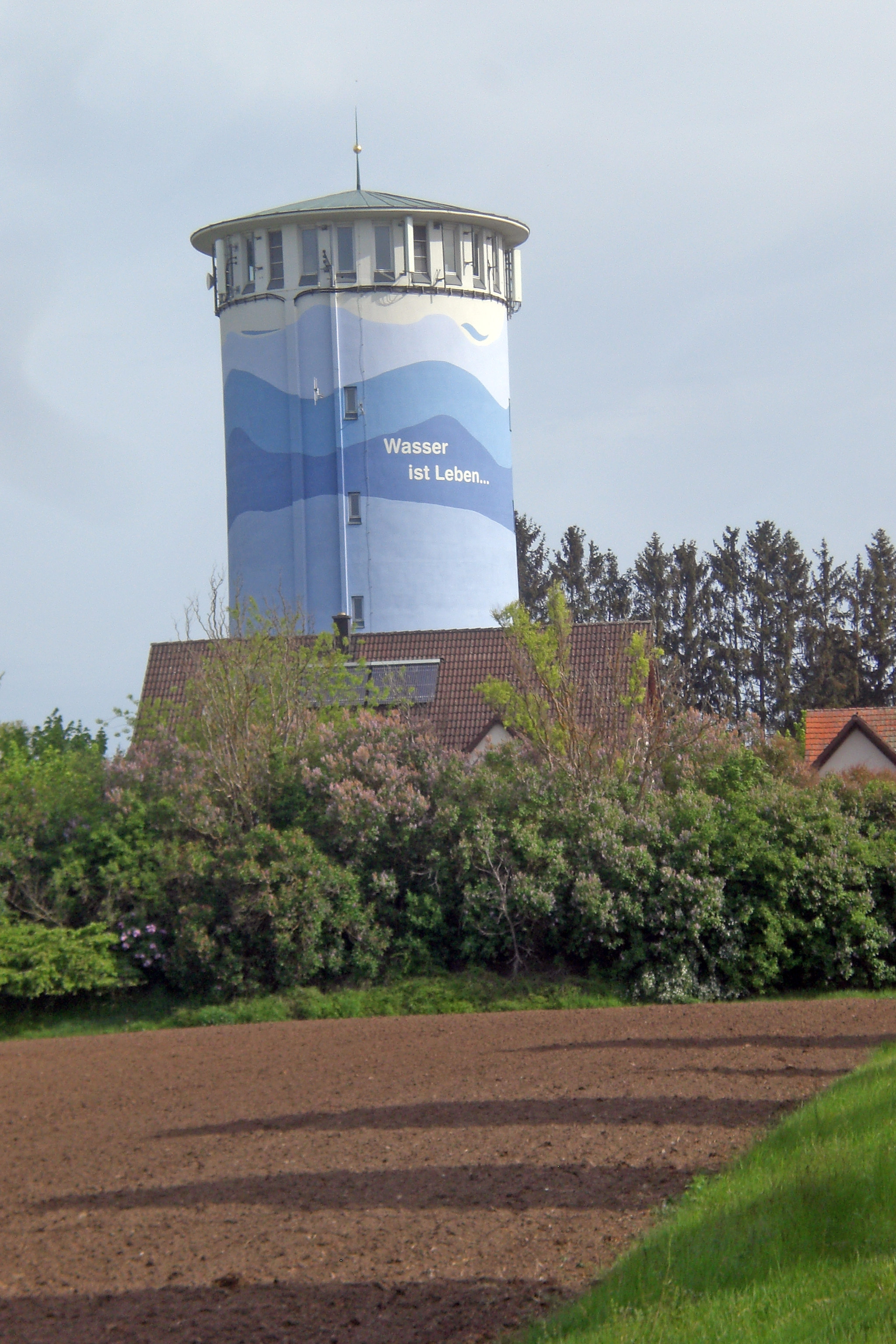
Wasserturm (2024)

Leerstetten ist seit der Reformation evangelisch-lutherisch geprägt und Sitz der Pfarrei St. Peter und Paul. Die Katholiken sind nach Heilig Kreuz (Plöckendorf) gepfarrt.